# Hoegaarden Spéciale
Hoegaarden Spéciale is een Belgisch goudblond witbier, gebrouwen door De Kluis te Hoegaarden. De ingrediënten van dit bier zijn mouten, hop, tarwe, koriander, sinaasappelschillen en gist.
De smaak is karakteristiek bitter. Het is een bier met hoge gisting en hergisting op fles. De Hoegaarden Spéciale heeft een bruinere kleur dan de normale Hoegaarden en een rijpere smaak. Het alcoholpercentage bedraagt 5,7%. De Speciale wordt gedronken uit een bolglas met heel grote schuimkraag. De schenkwijze is dezelfde als de normale Hoegaarden, maar de Hoegaarden Spéciale moet met een grote schuimkraag uitgeschonken worden.
0,0 ·
Witbier ·
Spéciale ·
Das ·
Grand Cru ·
Rosée ·
Citron ·
Julius ·
De Verboden Vrucht